# Tingsjön, Jämtland
Tingsjön är en sjö i Strömsunds kommun i Jämtland och ingår i Indalsälvens huvudavrinningsområde. Sjön har en area på 0,26 kvadratkilometer och ligger 322,5 meter över havet. Sjön avvattnas av vattendraget Tingsjöån.

## Delavrinningsområde
Tingsjön ingår i det delavrinningsområde (705124-149053) som SMHI kallar för Utloppet av Tingsjön. Medelhöjden är 336 meter över havet och ytan är 1,96 kvadratkilometer. Räknas de 7 avrinningsområdena uppströms in blir den ackumulerade arean 56,34 kvadratkilometer. Tingsjöån som avvattnar avrinningsområdet har biflödesordning 5, vilket innebär att vattnet flödar genom totalt 5 vattendrag innan det når havet efter 217 kilometer. Avrinningsområdet består mestadels av skog (78 procent). Avrinningsområdet har 0,26 kvadratkilometer vattenytor vilket ger det en sjöprocent på 13,3 procent.